# Monument 170 jaar Chinese immigratie
Op 17 november 2023 werd een monument voor 170 jaar Chinese immigratie onthuld op het Brasaplein in Nieuw-Nickerie in Suriname.
Het kunstwerk werd ontworpen door Rahied Abdoel en is een geschenk van de Suriname Chinese United Association en de Chinese ambassade aan de Nickeriaanse bevolking. Bij de ceremonie waren hoogwaardigheidsbekleders aanwezig, als ambassadeur Han Jing, districtscommissaris Senrita Gobardhan en – als vertegenwoordiger van de president – minister Parmanand Sewdien.
Het monument werd geplaatst ter gelegenheid van 170 jaar immigratie van Chinezen naar Suriname. De eersten kwamen aan op 20 oktober 1853. Het ging toen om 18 immigranten die binnen de Chinese gemeenschap op Java waren gerekruteerd.
Op dezelfde dag werd in het Liefdespark een fitnessplek in de openlucht in gebruik genomen. Deze werd geschonken door de Chinese ambassade.